# Медаль «За безупречную службу» (Азербайджан)
Медаль «За безупречную службу» (азерб. «Qüsursuz xidmətə görə» medalı) — государственная награда Азербайджанской Республики. Учреждена законом № 330-IIГ от 17 мая 2002 года. Медаль имеет три степени.

## Основания для награждения
Медалью «За безупречную службу» награждаются военнослужащие, проходящие в Вооруженных силах Азербайджанской Республики безупречную действительную военную службу, срок службы которых к 26 июня каждого года составляет 10, 15 и 20 календарных лет. Медаль 1-й степени является медалью самой высшей степени.

## Способ ношения
Медаль «За безупречную службу» носится на левой стороне груди, а при наличии других орденов и медалей Азербайджанской Республики — после юбилейной медали Азербайджанской Республики «90-летие (1918—2008) Вооруженных сил Азербайджанской Республики».

## Описание медали
Медаль «За безупречную службу» состоит из круглой пластины диаметром 35 мм, отлитой из латуни вместе с узкой пластиной с национальным орнаментом. На лицевой стороне медали на фоне раскрытых орлиных крыльев изображены скрещенные ружья и якорь. В верхней части медали на национальном орнаменте помещаются полумесяц с восьмиконечной звездой, а в нижней части — венки из дубовых листьев. 3-я степень медали окрашена в серебристый цвет, 2-я и 1-я степень — в золотистый цвет. Полумесяц со звездой — белого, ружья — серебристого, а якорь — черного цветов. Оборотная сторона представляет собой гладкую поверхность, посредине которой на медали 1-й степени написано «За 20 лет безупречной службы», на медали 2-й степени — «За 15 лет безупречной службы», на медали 3-й степени — «За 10 лет безупречной службы» и на национальном орнаменте изображены полумесяц с восьмиконечной звездой. Вдоль окружности вверху написано «Азербайджанская Республика», а внизу — «Вооруженные силы». Медаль соединяется при помощи крючка и петли с прямоугольной шелковой лентой размером 27 мм х 43 мм, имеющей элемент для крепления к одежде. На шелковой ленте на фоне оливкового цвета от краев к центру последовательно изображены цвета родов Вооруженных сил — вертикальные полосы шириной 1 мм оливкового и белого цветов, шириной 3 мм голубого и белого цветов. Посредине оливкового цвета для 1-й степени медали имеется одна вертикальная полоса шириной 1 мм золотистого цвета, для 2-й и 3-й степени — соответственно 2 и 3 полосы шириной 1 мм. К медали прилагается обернутая в аналогичную шелковую ленту планка размером 27 мм х 9 мм, имеющая элемент для крепления к одежде.